# Хегедушич, Хрвое
Хрвое Хегедушич (хорв. Hrvoje Hegedušić; род. 13 ноября 1935, Загреб, Савская бановина) — хорватский певец, композитор и звукорежиссёр

.

## Биография
Хрвое Хегедушич родился в 1935 году в семье инженера Младена Хегедушича. В триннадцатилетнем возрасте он поступил в Загребскую музыкальную школу, где на протяжении следующих трёх лет обучался игре на фортепиано. В 1954 году он окончил среднюю школу, после чего поступил на Факультет электротехники и вычислительной техники Загребского университета, но не закончил его. В 1957 году Хегедушич дал старт своей музыкальной карьере, создав названный в свою честь вокальный квинтет (хорв. Vokalni kvintet Hrvoja Hegedušića), в состав которого помимо самого Хегедушича вошли Иван Бауэр, Ивица Бобинец, Крешимир Ластрич и Борис Павленич. В 1959 году квинтет выпустил на студии звукозаписи Jugoton свою первую грампластинку «Mama, el bayon», после чего Хегедушича заметило руководство радиостанции «Zagreb» и предложило ему пост звукорежиссёра.
В 1963 году Хегедушич создал новый коллектив вокалистов, в который помимо него вошли: Ивица Бобинец, Арсен Дедич и Анджелко Ковачич. Однако уже через год Хегедушич вышел из квартета и начал сольную карьеру исполнителя и композитора, посвятив себя сочинению музыки, на которую он позднее положил стихотворения известных хорватских поэтов, вроде Добриши Цесарич и Антуна Матоша. За время своей сольной карьеры Хрвое Хегедушич создал около 280 музыкальных произведений в жанре шансон и в формате баллады. Одной из самых примечательных его композиций, стала песня «Stoji Grad», написанная и исполненная им в 1991 году во время битвы за город Вуковар в ходе войны за независимость Хорватии, в тексте которой Хегедушич попытался воодушевить и поднять настроение жителям хорватских городов, пострадавших в тот период от сербских обстрелов. В 1995 году Хегедушич объявил о завершении своей карьеры певца и композитора и ушёл в музыкальный бизнес, став владельцем звукозаписывающей студии «Lisinski» и организатором музыкальных фестивалей «Chansonfest» и «Zagrebfest».